# كوددينغتون (تشيشير)
كوددينغتون (بالإنجليزية: Cuddington, Eddisbury)‏ هي أبرشية مدنية تقع في المملكة المتحدة في إنجلترا.  يقدر عدد سكانها بـ 5,223 نسمة .